# Хоронен, Михаил Яковлевич
Михаил Яковлевич Хоронен (род. 10 сентября 1949, Псков) — бывший мэр Пскова.

## Биография
Родился 10 сентября 1949 года в Пскове.

### Образование
В 1965 году после окончания неполной средней школы перешёл в вечернюю школу и в 15 лет поступил работать на завод аппаратуры дальней связи (АДС) учеником фрезеровщика. Окончил с серебряной медалью вечернюю школу, затем поступил на вечернее отделение Псковского филиала Северо-Западного политехнического института.
С 1969 по 1971 год служил в рядах Советской Армии, получил медаль «За воинскую доблесть». После увольнения в запас вернулся на завод АДС. Работал инженером на заводе тяжелого электросварочного оборудования (ТЭСО).
В 1996 году заочно окончил Академию государственной службы при Президенте РФ по специальности «Государственное и муниципальное управление». В 1999 году получил звание «Заслуженный работник жилищно-коммунального хозяйства». В 2003 году награждён Орденом Почёта за большой вклад в социально-экономическое развитие города Пскова и в связи с 1100-летием его основания.

### Политическая деятельность
В 1977 году исполком городского совета пригласил Хоронена в систему городского хозяйства, первая должность — главный инженер в домоуправлении № 2.
В 1992 году стал уже первым заместителем главы администрации города, председателем комиссии по чрезвычайным ситуациям.
В марте 2000 года был избран мэром города Пскова, в 2004 году был переизбран на этот пост. В том же году был зарегистрирован кандидатом на предстоящих губернаторских выборах в области, но был снят с них за использование преимуществ должностного положения в целях собственной предвыборной агитации. Президиум Верховного суда РФ отказал в удовлетворении жалобы Михаила Хоронена.
Согласно новому Уставу муниципального образования «город Псков», ставшему предусматривать двуглавую модель управления, глава города стал выбираться из числа депутатов Псковской городской думы, новым главой города 29 марта 2007 года стал Ян Лузин, Хоронен в 2007—2009 годах, находясь в должности мэра, являлся сити-менеджером (главой администрации города Пскова).